# Catapterix tianshanica
Catapterix tianshanica é uma espécie de mariposa da família Acanthopteroctetidae, atualmente conhecido apenas por um único espécime adulto masculino coletado no Quirguistão. Suas plantas hospedeiras são desconhecidas.

## Descrição
Catapterix tianshanica tem uma envergadura de 7 mm, com asas estreitas que terminam em uma ponta pontiaguda. As asas anteriores são marrom-claras e menos pálidas do que as asas posteriores marrom-acinzentadas. Assemelha-se a Catapterix crimaea, da qual difere pela forma da cabeça, pela presença de escamas lamelares perto dos olhos e pela forma exata da genitália.